# Baltic Chain Tour
Baltic Chain Tour – wyścig kolarski rozgrywany corocznie na terenach Estonii, Litwy i Łotwy. Jest on częścią UCI Europe Tour i posiada kategorię 2.2. Pierwsza edycja miała miejsce w 2011 roku.

## Zwycięzcy
| Rok  | Pierwsze             | Drugie               | Trzecie              |          |
| ---- | -------------------- | -------------------- | -------------------- | -------- |
| 2011 | Erki Pütsep          | Igor Bojew           | Ivo Suur             |          |
| 2012 | Gediminas Bagdonas   | Wiktor Szmalko       | Ian Wilkinson        |          |
| 2013 | Philipp Walsleben    | Iwan Sawickij        | Žydrūnas Savickas    |          |
| 2014 | Mathieu van der Poel | Clemens Fankhauser   | Mychajło Kononenko   |          |
| 2015 | Andrij Kulik         | Matti Manninen       | Gustav Höög          |          |
| 2016 | Māris Bogdanovičs    | Andrij Wasyluk       | Silver Mäoma         |          |
| 2017 | Herman Dahl          | Māris Bogdanovičs    | Benjamin Perry       |          |
| 2018 | Emīls Liepiņš        | Ramūnas Navardauskas | Gert Jõeäär          |          |
| 2020 | Gert Jõeäär          | Alo Jakin            | Rait Ärm             |          |
| 2021 | Laurence Pithie      | Karl Patrick Lauk    | Antti-Jussi Juntunen |          |
| 2022 | Rait Ärm             | Martin Laas          | Miká Heming          |          |
| 2023 | Rait Ärm             | Henri Uhlig          | Filippo Fortin       |          |
| 2024 | odwołany             | odwołany             | odwołany             | odwołany |